# Archiv des Bistums Lausanne-Genf-Freiburg
Das Archiv des Bistums Lausanne-Genf-Freiburg (franz. archives de l'Evêché de Lausanne, Genève et Fribourg) bewahrt Dokumente der wechselvollen Geschichte der Diözese (Lausanne, Genf, Neuenburg und Freiburg) und deren Pfarreien. Das Archiv befindet sich in Freiburg (Schweiz).

Karte des Bistums Lausanne-Genf-Freiburg

## Geschichte
Die Geschichte des Archivs ist eng verbunden mit der wechselvollen Geschichte der ehemaligen Bistümer, die heute das Bistum Lausanne-Genf-Freiburg bilden. Die Reformation führte zur Verlegung von Bischofssitzen: von Lausanne ab 1615 nach Freiburg; von Genf ab 1568 nach Annecy. Als Folge der kirchlichen Neuordnung nach nationalstaatlichen Prinzipien wurde das Bistum Genf 1801 aufgehoben bzw. dessen Titel 1821 mit dem Bistum Lausanne vereinigt und dieses 1924 zum Bistum Lausanne-Genf-Freiburg mit Sitz in Freiburg erhoben.
1814 und 1817 kaufte der Freiburger Klerus zwei aneinander stossende Häuser an der Lausannegasse, die heute als Bischofssitz dienen und das Diözesanarchiv beherbergen.
Das Gebäude an der Lausannegasse 86, ehemals Haus Montenach, heute Sitz des Bischofs, ist im schweizerischen Kulturgüterschutz-Inventar als B-Objekt aufgelistet.

## Bestände
Das Bistumsarchiv verwahrt zahlreiche Pergamente, Handschriften, Korrespondenzen und historische Dokumente, die von kirchlicher Stelle, Pfarrgemeinden oder Laien erstellt oder entgegengenommen wurden. Unter anderem das Manuale Venerabilis Capituli lausannensis (Manual des ehrwürdigen Kapitels Lausanne) von 1405–1492 und das Missale ad usum Lausannensem (Messbuch von Lausanne), gedruckt von Jean Belot im Jahr 1493.
Die wichtigsten Bestände sind:
- Bistum von Lausanne nach seiner Etablierung in Freiburg 1610
- Bistum von Genf nach seiner Vereinigung mit Lausanne 1819
- Bistum Lausanne-Genf-Freiburg ab 1924
- Die Pfarreien seit dem 13. Jahrhundert
- Die Bischöfe seit 1440
- Die Acta visitationis (Akten der Pastoralbesuche) seit 1654
- Die Manualia curiae episcopalis (Handschriften der Bischofskurie) seit 1589
- Der Bestand Ignace und François Prosper Gady
- Die Tauf- und Eheregister seit 1918 bis heute[5]

Die folgenden Inventare stehen Interessierten im PDF-Format zur Verfügung:
- Inventar der Handschriften
- Inventar der Pergamente
- Inventar alter Bücher
- Inventar des Gady-Bestands